# Hayato Hijikata
Hayato Hijikata (jap. 土方 隼斗, Hijikata Hayato; * 16. März 1986) ist ein japanischer Poolbillardspieler.

## Karriere
Im September 2005 wurde Hijikata im Finale gegen den Taiwaner Wu Yu-lun Vizeweltmeister der Junioren.
2007 erreichte er bei den All Japan Open den dritten Platz.
Bei der 10-Ball-Weltmeisterschaft 2008 unterlag er im Sechzehntelfinale seinem Landsmann Satoshi Kawabata. 2009 schied er gegen Dennis Orcollo in der Runde der letzten 32 aus.
Im Juli 2010 erreichte Hijikata das Achtelfinale der 9-Ball-Weltmeisterschaft, verlor dieses jedoch gegen den Serben Šandor Tot.
Das Sechzehntelfinale der 8-Ball-WM 2012 verlor er gegen seinen Landsmann Yukio Akakariyama.
Bei der 9-Ball-WM im September 2013 schied Hijikata in der Vorrunde aus. Bei den US Open 2013 belegte er den 17. Platz.
Im Juni 2014 erreichte das Sechzehntelfinale der China Open. Wenige Tage später zog er bei der 9-Ball-Weltmeisterschaft in die Runde der letzten 32 ein, in der er dem Philippiner Elmer Haya unterlag. Bei den Japan Open 2015 erreichte er das Achtelfinale.
Hijikata nahm bislang zweimal am World Cup of Pool teil. Dabei erreichte er 2009 gemeinsam mit Satoshi Kawabata das Achtelfinale. 2014 schied er mit Masaaki Tanaka in der ersten Runde aus.
2014 nahm er erstmals an der Team-Weltmeisterschaft teil und schied mit der japanischen Mannschaft im Halbfinale gegen den späteren Weltmeister China 2 aus.